# Велика Вільшаниця
Велика Вільша́ниця — село в Україні, у Золочівському районі Львівської області. Населення становить 860 особи.

## Географія
Село Велика Вільшаниця розташоване на перехресті трьох географічних районів: Мале Полісся, Надбужанська котловина і Подільська височина. Розкинулося в долині річки Гологірки, за 56 км на схід від обласного центру (м. Львів), та 17 км на південний захід від районного центру (м. Золочів). Через територію села проходить автомагістраль М09 Тернопіль — Львів — Рава-Руська, а за 20 км від села розташована залізнична станція «Красне». Село простягається з півночі на південь до трьох кілометрів, займаючи південно-західну частину Буго-Стирської міжрічкової хвилястої рівнини та північно-східну частину гір Гологір. Територія села має різноманітні природні умови. Але більшу частину території займає слабохвиляста рівнина, що безпосередньо прилягає до Гологоро-Кременецького низькогірного краю Поділля. Мікрорельєф пониженої території в південно-західній частині характеризується невеликими западинами.
Через село протікає річка Гологірка, яка бере початок на Головному європейському вододілі, що належить до басейну Балтійського моря. Живлення снігово-дощове і підземне. Рівень води змінюється за сезонами року. Гологірка є правою притокою річки Полтви. Її довжина 24 км.
Ґрунтовий покрив території села теж різноманітний. Це пов'язано з кліматичними умовами і рельєфом території. В ґрунтовому покриві переважають сірі, світло-сірі, чорноземні і торфові ґрунти.
Основна рослинність лук: осот, подорожник, тимофіївка, тонконіг. Болота займають порівняно невеликі площі. Частина боліт осушена. Землі села межують з двома заповідними ділянками степової рослинності. Це Лиса гора і гора Сипуха, які займають площу 84,3 га. Школа і місцева влада проводить природоохоронні заходи з метою збереження рідкісних рослин на цих територіях.
В межах села зустрічаються такі корисні копалини як пісок і торф.
Вигідне фізико-географічне і транспортне розташування села позитивно впливає на його соціально-економічний розвиток.

## Історія
Перша письмова згадка про село належить до кінця XIV ст. А місцевість, на якій воно розташовувалось, була дуже заболочена. На ній росло багато вільхи, так званий, Вільховий гай (Вільшановий гай). Від цього, мабуть, і пішла назва поселення.
Існують дві версії заснування села. Одна розповідає, що у місто Гологори їхали чумаки, везли сіль і біля Вільхового гаю, у долині, вони зупинились на відпочинок. Місцевість їм сподобалась і вони заснували перше поселення. За цією версією село зародилось з північної сторони.
Другий переказ розповідає про те, що їхав мадяр, зупинився на Гряді (поле яке оточує село). На цьому місці побудував тимчасове житло і назвав його «Вільшаниця-Буда». З часом зупинялись інші люди, осідали і поступово виникло поселення. Під час монголо-татарської навали цю територію було спалено. Жителі, які залишились живими, втекли у Вільшановий гай. За цією версією село зародилось зі східної сторони.
Найдавнішою промисловою спорудою, яка збереглася до наших днів, є місцевий млин. Згадка про нього зустрічається ще в XV ст. Млин на той час був водяним.
У селі побудували дерев'яний храм, який під час однієї з пожеж згорів.
Власниками села були шляхтичі Сєнявскі (зокрема, село було віном Йоанни — другої дружини Стефана Александра Потоцького). Землі села Велика Вільшаниця належали володінням графів Ожаровських. На пожертву графині Ожаровської (останньої правительки роду) збудовано новий кам'яний храм, який освячено 1881 року.
Під час російсько-української війни внаслідок ракетної атаки, здійсненої Росією 9 березня 2023 року, загинуло 5 людей, пожежа знищила три житлові будинки, три автомобілі, гараж і кілька господарських будівель.

## Населення

### Мова
Розподіл населення за рідною мовою за даними перепису 2001 року:
| Мова            | Кількість | Відсоток |
| --------------- | --------- | -------- |
| українська      | 871       | 99.78%   |
| російська       | 1         | 0.11%    |
| інші/не вказали | 1         | 0.11%    |
| Усього          | 873       | 100%     |

## Освіта
Особливої уваги заслуговує історія школи села. Її літочислення починається з далекого 1886 року і тісно пов'язане з релігійним життям громади. Графиня Ожировська, котра побудувала храм, допомогла громаді переобладнати господарські приміщення храму, які належали поміщику Озгі, у шкільні класи. Першим директором школи був Йосип Тарнавський. З історії Золочівщини відомо, що то була єдина семикласна школа у Красненському повіті. Сюди приходили діти, молодь з усієї округи від Словіти аж до Вільшанки. Вчилися діти і по сільських хатах: Фігурняка Кароля, Ховзуна Якима, Гураля Василя. В селі було створено шкільний комітет, який прикладав багато зусиль для розбудови школи.
Року 1922 група українців-емігрантів, що проживають в Америці, через жителя села Василя Волошина, передала подарунок для школи, вилитий з бронзи дзвін. Впродовж багатьох десятиліть він кликав дітей на уроки. На пожертви громади та вихідців із села, збудовано двоповерхове приміщення школи, якому вже більше як 70 років.
В роки Другої Світової війни школу було переобладнано в лікарню. Сюди привозили і лікували поранених з навколишніх округ. Пам'яттю про загиблих є братська могила, у якій захоронено понад 300 чоловік. Поряд із захороненими, на меморіальній дошці викарбувано прізвища односельчан, що загинули на фронтах війни. Щороку з ініціативи місцевої влади, школи на могилі вшановують пам'ять загиблим і шану ветеранам війни.
Року 2006 школа відсвяткувала своє 120 річчя. З 2004 р. школу очолює молодий директор Нагірна Наталя Іванівна.
Багато селян під час Другої Світової війни стали на захист незалежності України. У 1941-50 рр. значна кількість односельчан загинула від рук НКВДС. Пам'яткою цим героям є насипана могила. Щороку на Покрову, 14 жовтня, на могилі відправляється панахида, виступи учнів, які присвячені вшануванню пам'яті героям.

## Релігія
Згідно даних візитації 1732 р. у с. Вільшаниця був дерев'яний храм Богоявлення Господнього з однією банею, вкритою гонтом. Також біля храму була дерев'яна дзвіниця та цвинтар. У селі налічувалося понад 70 парафіян.

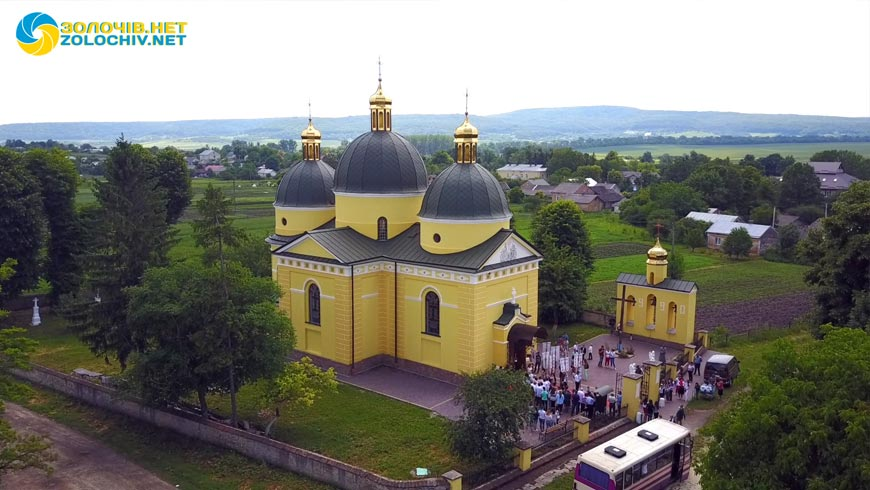
Храм Пресвятої Трійці у с. Велика Вільшаниця

За о. Кароля Левицького у 1874 р. розпочалося будівництво нового мурованого храму. Основним жертводавцем спорудження та оздоблення цього храму стала графиня Сусанна Ожаровська, у володіння якої входило село. Будівництво нового храму розпочалося згідно з проектом відомого архітектора Сильвестра Гавришкевича. Зі статті газети «Слово» відомо, що 4 (16) жовтня 1881 р. в с. Вільшаниця Унівського деканату відбулося освячення нового мурованого храму, спорудженого у вигляді хреста. Чин освячення здійснив Високопреосвященніший митрополит Йосиф Сембратович. Упродовж 1883—1884 рр. відомий тогочасний митець Теофіль Копистинський намалював для храму 16 ікон. З 1924 р. храм іменується в честь Пресвятої Трійці.

## Адміністративний устрій та інфраструктура
Село Велика Вільшаниця — центр сільської ради, до якої входять села: Трудовач, Стінка, Гологірки. Села які входять до сільської Ради є невеликі. Село Трудовач і Гологірки газифіковано. В селі Трудовач працює початкова школа. Прокладено асфальтовану дорогу до села Стінка.
Околиці села Велика Вільшаниця в основному зайняті сільськогосподарськими угіддями. Більшість населення села зайнято сільськогосподарською працею. Після розформування колгоспу землі перейшли у приватне користування.
На території села працює хлібопекарня. Відкрито птахофабрику по вирощуванні індиків і проходить будівництво міні-заводу по виробництву кормів для тваринництва. Це звичайно сприятиме забезпеченню населення робочими місцями.
Під керівництвом місцевого підприємця в селі функціонує ферма по відгодівлі страусів.
В селі працює Народний дім «Просвіта», у якому проводить дозвілля молодь села, виступають учасники художньої самодіяльності. До послуг населення — відділення зв'язку, працює медпункт, три продовольчих магазини і один промисловий. Для культурного відпочинку селян відкрито два кафе-бари. Після тривалої реконструкції в селі знову запрацював млин.
В сиву давнину село було поділено на кілька частин, назви яких збереглися до нинішнього дня: Воля, Середина, Кут, Рониво, Доли, Заріччя, Патлаївка, Ходак, Затилля, Гарбалівка, Хмелівка. Деякі назви досліджено: Гарбалівка, Хмелівка — від прізвищ родин, Заріччя — за рікою, Затилля — в кінці села, Доли — в низинній місцевості, Ходак — територія має вигляд чобота-ходака, Воля — початок села, Кут — кінець села. Інші назви досліджуються.
Із західної сторони села знаходиться цвинтар, який в народі називається «Холеричним». Він має трагічну історію. Цвинтар започаткований у час страшної епідемії холери.
Року 1898 на честь скасування кріпосного права було встановлено хрест Свободи з написом: ,,Въ память 50 літя роковинъ даной Свободы 1848-1898. Жертва громады Ольшанецкой". На місці колишньої корчми, за кошти жителів села, в 1874 році було  встановлено Хрест Тверезості.

## Відомі люди
Село славиться хорошими, працелюбними людьми. Серед вихідців села: лікарі і вчителі, будівельники і юристи, викладачі вузів, професори, поети і самодіяльні композитори.
- Курманович Віктор — генерал УГА.
- Жуковецька Володимира (Псевдонім — Вільшанецька) — поетеса.
- Шнайдер Антін — галицький археолог-аматор і краєзнавець.
- Левко Воловець — український поет.[6]
- Салівончик Володимир Володимирович (1979—2014) — український військовик, загинув в боях під Волновахою[9]